# Domingo Romera
Domingo Romera Alcázar (26 de Maio de 1936 - 6 de Abril de 2022) foi um político espanhol. Membro da Aliança Popular e mais tarde do Partido Popular, serviu no Senado da Espanha de 1984 a 1986 e no Parlamento Europeu de 1986 a 1994. Ele faleceu em Lérida, a 6 de Abril de 2022, aos 85 anos.